# 李宗著
李宗著（？—？），字若吕，號用晦，福建兴化府莆田县洋尾人。明朝政治人物。

## 生平
萬曆三十四年（1606年）丙午科福建鄉試舉人，天啓二年（1622年）壬戌科進士。崇祯四年至七年任两浙巡盐御史，官至湖广布政司参政。

## 家族
叔李廷春，字仁孚，嘉靖四十三年举人，官盐城知县。